# کلارنس هادسون وایت

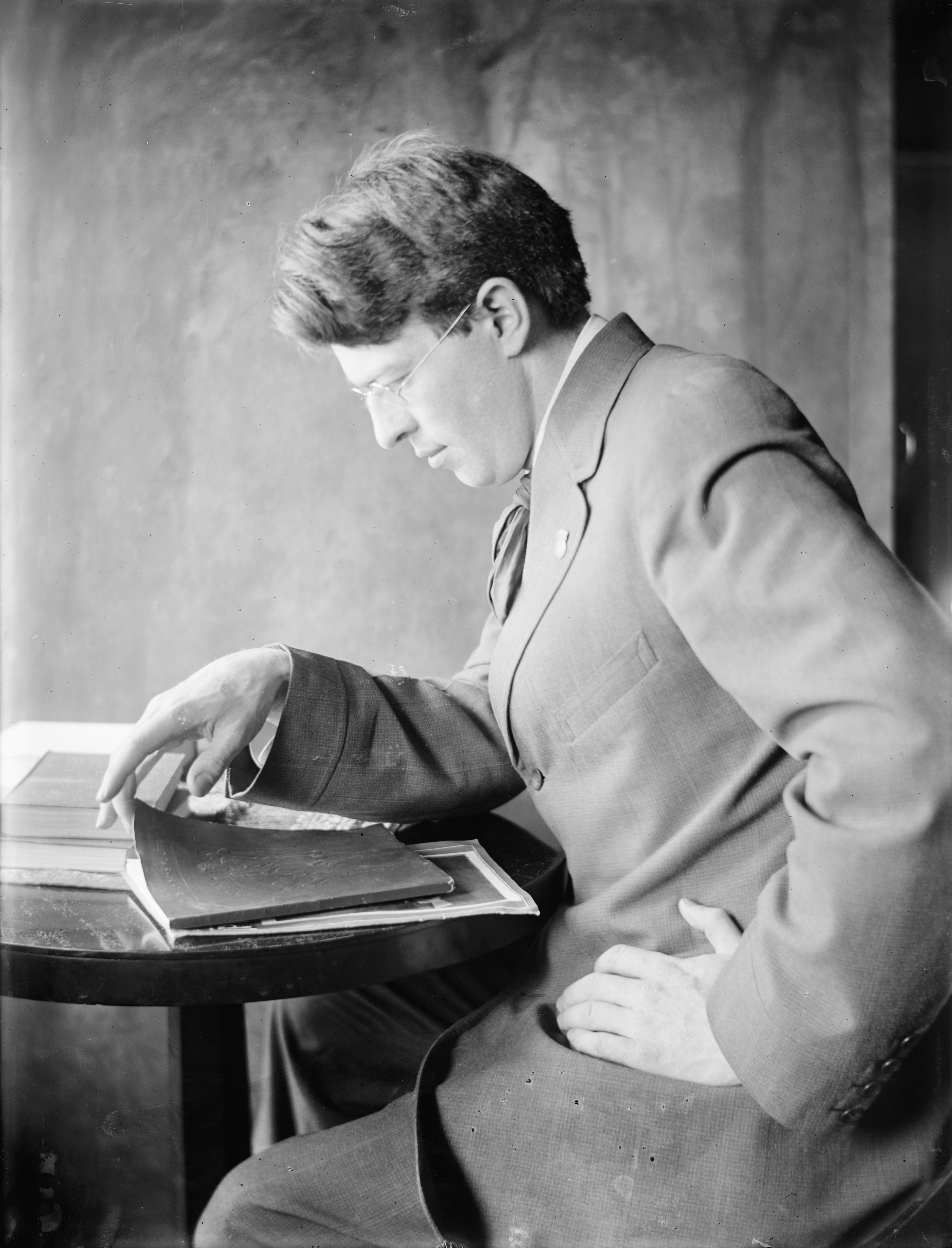

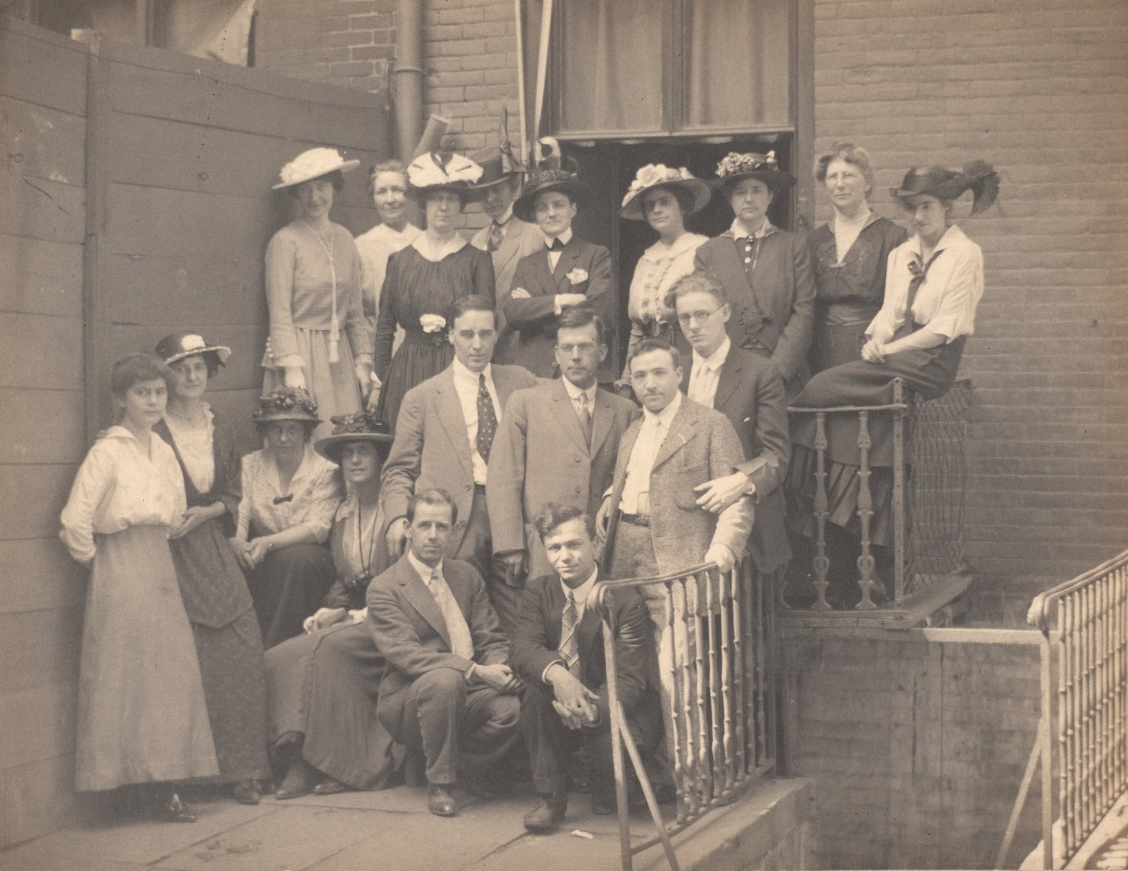
اساتید و دانشجویان مدرسه، در حدود ۱۹۱۵

کلارنس هادسون وایت (انگلیسی: Clarence Hudson White; ۸ آوریل ۱۸۷۱ – ۷ ژوئیهٔ ۱۹۲۵) عکاس و استاد دانشگاه اهل ایالات متحده آمریکا و از پایه‌گذاران جنبش عکاسی جدایی‌طلب بود. او دوست آلفرد اشتیگلیتس بود و در شناساندن عکاسی به یک هنر واقعی تأثیرگذار بود. او در شهرهای کوچک اوهایو بزرگ شد، جایی که او و خانواده‌اش تحت تأثیرات اصلی زندگی اجتماعی روستایی آمریکا بودند. پس از بازدید از نمایشگاه جهانی کلمبیا در شیکاگو در سال ۱۸۹۳، او به عکاسی علاقه‌مند شد و به عنوان یک حرفه به آن پرداخت. اگرچه او در این عکاسی کاملاً خودآموخته بود، اما در عرض چند سال به خاطر عکس‌های تصویری‌اش که روح و احساسات آمریکا را در اوایل قرن بیستم تسخیر می‌کرد، در سطح بین‌المللی شناخته شد. او آنچنان به خاطر تصاویرش مشهور شد که بسیاری از عکاسان که اغلب به اوهایو سفر می‌کردند، به دنبال آن بودند تا از او بیاموزند،
در سال ۱۹۲۵ هنگام تدریس به دانش‌آموزان در مکزیکوسیتی دچار حمله قلبی شد و درگذشت.

## نگارخانه

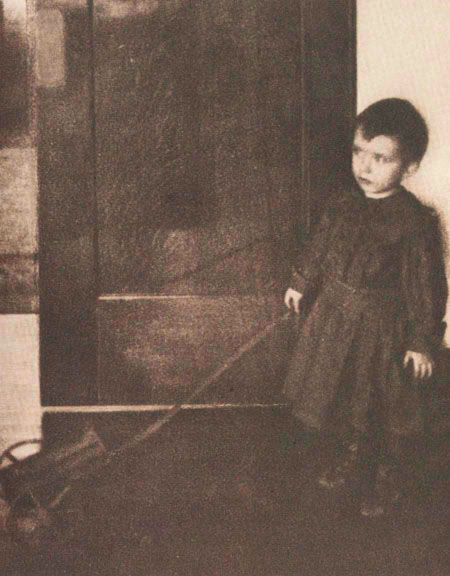
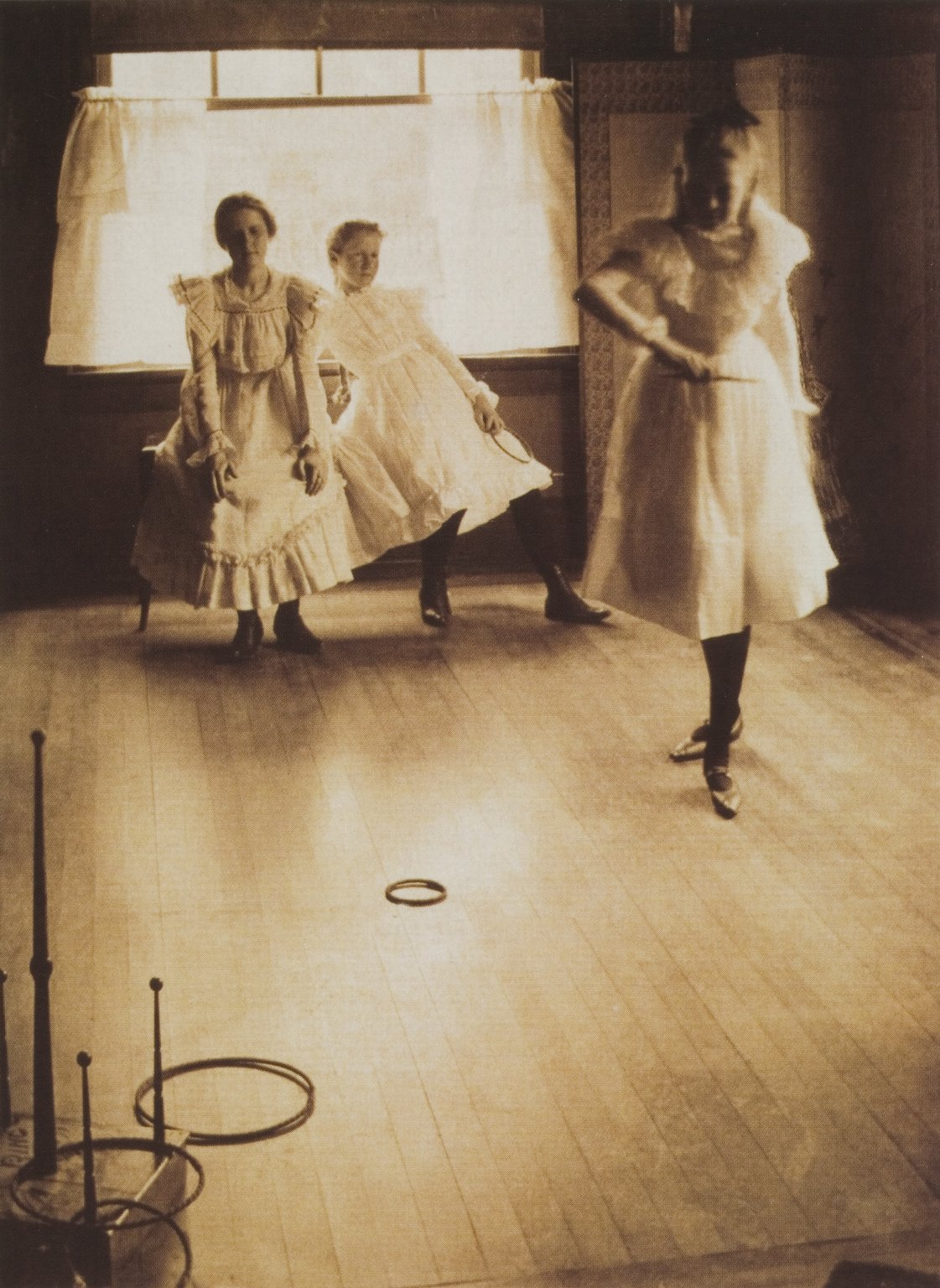
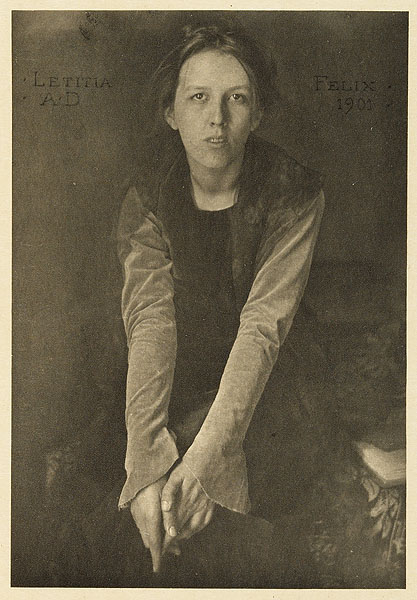
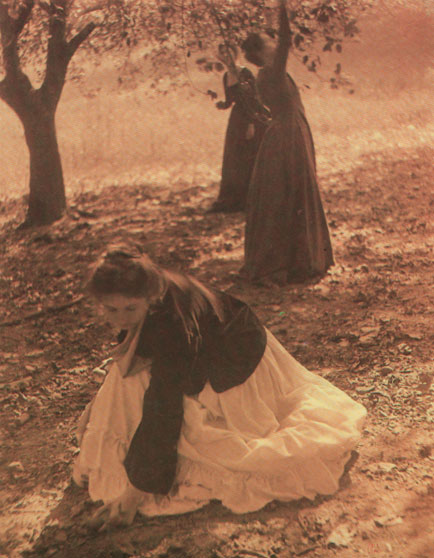
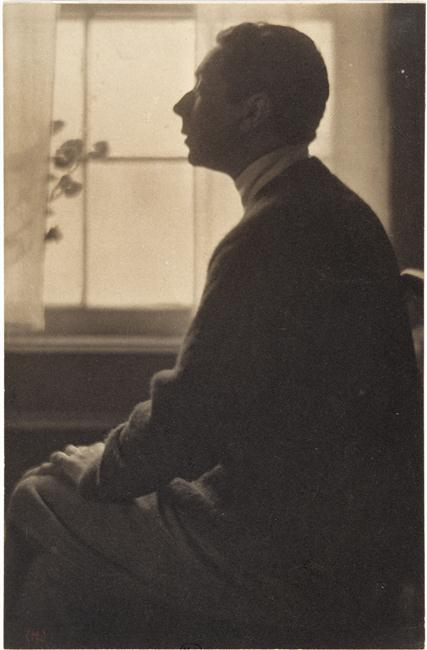
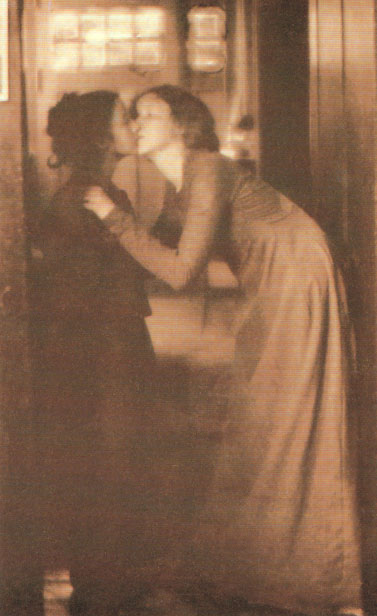
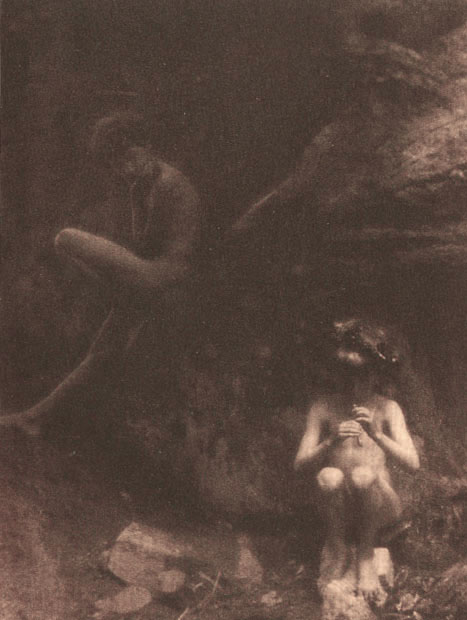
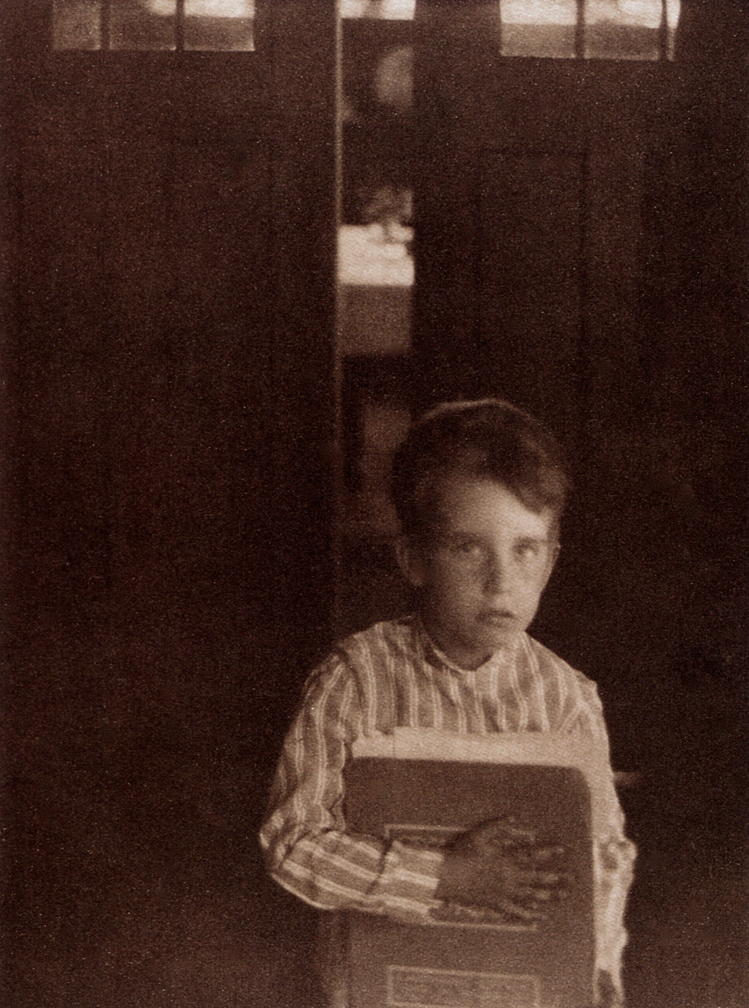
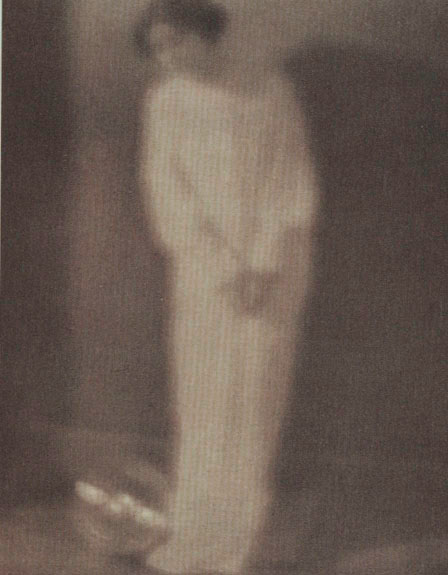
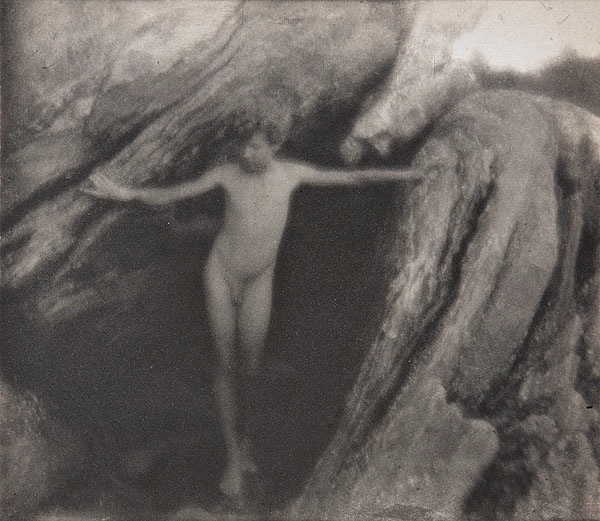
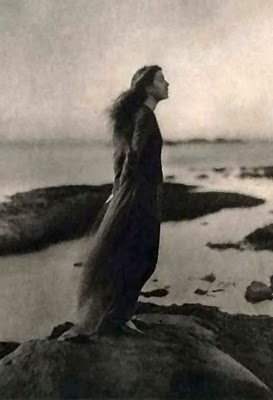
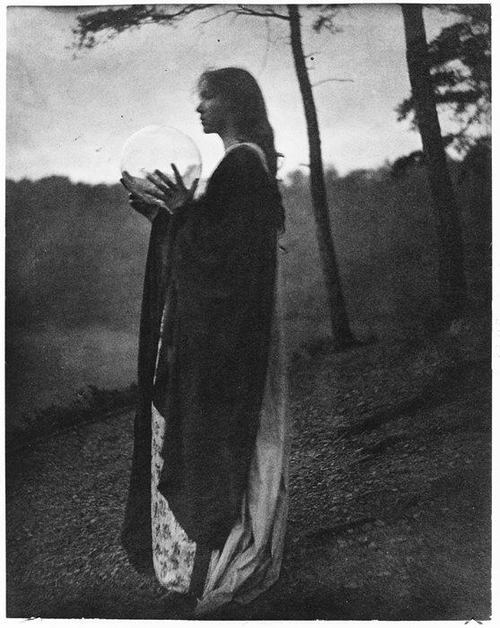
"حباب"، ۱۸۹۸
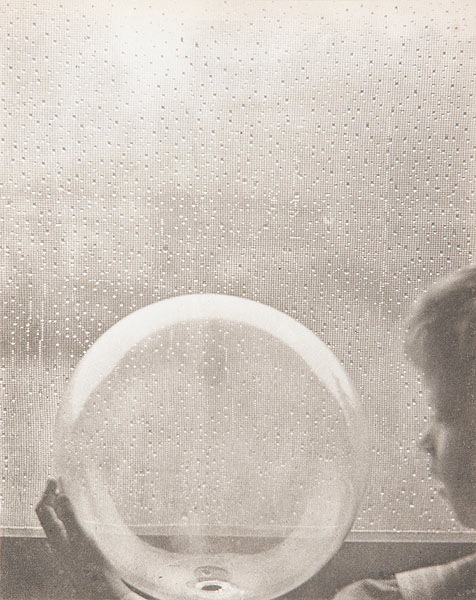
"قطره‌های باران"، ۱۹۰۳